# Blattivorus margaritae
Blattivorus margaritae – gatunek chrząszczy z rodziny wachlarzykowatych.

## Zasięg występowania
Gatunek znany wyłącznie z pojedynczego samca odłowionego w Armenii.